# 额尔德尼·巴特汗

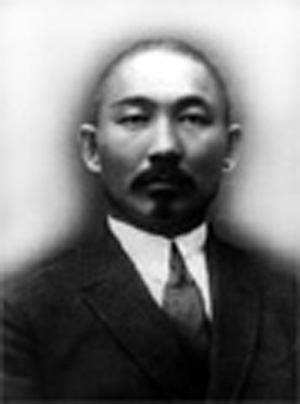
尼·费·巴圖哈諾夫

额尔德尼·巴特汗（1888年—1942年），俄名尼基塔·费奧多羅維奇·巴圖哈諾夫（俄语：Никита Фёдорович Батуханов），布里亚特人，蒙古及布里亚特知识分子，1930年代至1940年代清洗的受害者。

## 生平
据说，巴特汗由于博学而被称为“额尔德尼”（藏语，意为“珍宝”）。1914年，巴特汗到达京都库伦，担任教师。1921年3月，被任命为蒙古临时革命政府秘书。作为翻译员和顾问，巴特汗参加了索林·丹增及达木丁·苏赫巴托尔的代表团，于1921年11月访问了莫斯科，签订《蒙俄友好条约》。1924年，巴特汗当选蒙古小呼拉尔成员，并在新成立的教育部任职。自1926年至1930年，巴特汗担任蒙古人民共和国教育部长。任内，巴特汗安排多批蒙古儿童到德国、法国学习多年。他还出国访问这些留学生，在德国期间组织出版了蒙古地图若干、全图一张，并制造了蒙古文打字机。
1930年，巴特汗被派往列宁格勒，在东方语言研究所教授蒙古文。1937年，巴特汗被内务人民委员会（NKVD）逮捕，并被送往位于科米共和国乌赫塔的古拉格营。据称他于1948年在蒙古逝世，而实际上他在1942年年死于维亚特卡劳改营。1956年获得平反。
额尔德尼·巴特汗的命运和其若干同时代者及熟人并无多大差异。比如墨尔根公·贡布扎布（Mergen gun Gombojav），也曾在巴黎学习，师从蒙古学家伯希和，后在圣彼得堡和扎木察拉诺及其妻子巴德玛扎布（Badmajav）一起工作，1937年大清洗时在列宁格勒（即原圣彼得堡）被逮捕并失踪。